# کارلو بکی
 کارلو بکی (انگلیسی: Carlo Becchi؛ زاده ۲۰ اکتبر ۱۹۳۹) یک دانشمند اهل ایتالیا است. 
وی همچنین برنده جوایزی همچون جایزه دنی هینمن در فیزیک ریاضی شده است.